# Maria Metzker
Maria Metzker (* 30. August 1916 in Wien; † 21. Juni 2010 ebenda) war eine österreichische Politikerin (SPÖ) und Gewerkschaftssekretärin. Metzker war von 1970 bis 1983 Abgeordnete zum Nationalrat.
Metzker besuchte nach der Pflichtschule die Handelsschule und war als beruflich als Sekretärin, Exportkorrespondentin, Prokuristin, Verkaufsleiterin und zuletzt als Gewerkschaftssekretärin tätig. Sie engagierte sich von 1949 bis 1955 als Betriebsrätin bzw. Betriebsratsobfrau einer Handelsfirma und wurde 1955 Sekretärin und Leiterin der Frauenabteilung der Gewerkschaft der Privatangestellten (GPA). Zudem war sie ab 1959 Kammerrätin der Kammer für Arbeiter und Angestellte für Wien. Nach dem Tod von Rosa Weber übernahm Metzker die Funktion der ÖGB-Frauenvorsitzenden, 1979 wurde sie zur ersten weiblichen Vizepräsidentin des Österreichischen Gewerkschaftsbundes (ÖGB) gewählt. Metzker vertrat die SPÖ vom 31. März 1970 bis zum 24. Juni 1970 sowie erneut vom 19. Oktober 1970 bis zum 18. Mai 1983 im Nationalrat und war ab 1979 Obfrau des Sozialausschusses. Metzker schied 1983 aus Altersgründen aus ihren politischen Funktionen aus. Sie wurde am Döblinger Friedhof bestattet.